# Ban Gowd-e Aḩmadī
Ban Gowd-e Aḩmadī (persiska: بن گود احمدی) är en ort i Iran.   Den ligger i provinsen Hormozgan, i den sydöstra delen av landet, 1 000 km sydost om huvudstaden Teheran. Ban Gowd-e Aḩmadī ligger 993 meter över havet och antalet invånare är 554.
Terrängen runt Ban Gowd-e Aḩmadī är huvudsakligen kuperad, men åt sydost är den platt. Runt Ban Gowd-e Aḩmadī är det glesbefolkat, med 8 invånare per kvadratkilometer. Ban Gowd-e Aḩmadī är det största samhället i trakten. Trakten runt Ban Gowd-e Aḩmadī är ofruktbar med lite eller ingen växtlighet.